# Cmentarz żydowski w Łomazach
Cmentarz żydowski w Łomazach – kirkut przy ul. Brzeskiej, służący niegdyś żydowskiej społeczności Łomaz. Ma powierzchnię 1,35 ha. Na nieogrodzonym cmentarzu nie zachowały się żadne nagrobki.
Na cmentarzu znajdują się dwie zbiorowe mogiły, w których spoczywają szczątki ok. 1700 mieszkańców getta w Łomazach, zamordowanych przez okupantów niemieckich w sierpniu 1942 roku. Znajduje się tam również pomnik poświęcony pamięci wszystkich żydowskich mieszkańców wsi zamordowanych w czasie II wojny światowej. 